# Caroline M. Solomon
Pour les articles homonymes, voir Solomon.
 (octobre 2024).
La mise en forme du texte ne suit pas les recommandations de Wikipédia : il faut le « wikifier ».
Les points d'amélioration suivants sont les cas les plus fréquents. Le détail des points à revoir est peut-être précisé sur la page de discussion.
- Les titres sont pré-formatés par le logiciel. Ils ne sont ni en capitales, ni en gras.
- Le texte ne doit pas être écrit en capitales (les noms de famille non plus), ni en gras, ni en italique, ni en « petit »…
- Le gras n'est utilisé que pour surligner le titre de l'article dans l'introduction, une seule fois.
- L'italique est rarement utilisé : mots en langue étrangère, titres d'œuvres, noms de bateaux, etc.
- Les citations ne sont pas en italique mais en corps de texte normal. Elles sont entourées par des guillemets français : « et ».
- Les listes à puces sont à éviter, des paragraphes rédigés étant largement préférés. Les tableaux sont à réserver à la présentation de données structurées (résultats, etc.).
- Les appels de note de bas de page (petits chiffres en exposant, introduits par l'outil «  Source ») sont à placer entre la fin de phrase et le point final[comme ça].
- Les liens internes (vers d'autres articles de Wikipédia) sont à choisir avec parcimonie. Créez des liens vers des articles approfondissant le sujet. Les termes génériques sans rapport avec le sujet sont à éviter, ainsi que les répétitions de liens vers un même terme.
- Les liens externes sont à placer uniquement dans une section « Liens externes », à la fin de l'article. Ces liens sont à choisir avec parcimonie suivant les règles définies. Si un lien sert de source à l'article, son insertion dans le texte est à faire par les notes de bas de page.
- La présentation des références doit suivre les conventions bibliographiques. Il est recommandé d'utiliser les modèles {{Ouvrage}}, {{Chapitre}}, {{Article}}, {{Lien web}} et/ou {{Bibliographie}}. Le mode d'édition visuel peut mettre en forme automatiquement les références.
- Insérer une infobox (cadre d'informations à droite) n'est pas obligatoire pour parachever la mise en page.

Pour une aide détaillée, merci de consulter Aide:Wikification.
Si vous pensez que ces points ont été résolus, vous pouvez retirer ce bandeau et améliorer la mise en forme d'un autre article.
 (octobre 2024).
Caroline M. Solomon est une universitaire américaine qui enseigne la biologie à l'Université Gallaudet. Elle a vécu les problèmes rencontrés par les étudiants sourds. Son enseignement vise à promouvoir auprès d'eux les domaines des sciences, de la technologie, de l'ingénierie et des mathématiques.
Caroline Solomon conçoit des bases de données pour aider étudiants et enseignants à entrer en contact avec des organisations et des interprètes familiers des passerelles éducatives pour les étudiants sourds et malentendants. Elle est co-créatrice d'une base de données qui formalise le lexique des signes, utilisés pour les termes scientifiques et technologiques, en langue des signes américaine.
Ses innovations dans les techniques d’enseignement sont récompensées en 2017 par le Prix Ramón Margalef d’excellence en éducation (en) de l’Association pour les sciences de la limnologie et de l’océanographie.

## Origines et formation
Caroline Solomon naît dans le Delaware et, nourrisson, contracte une méningite spinale. Elle est sourde dans une famille entendante. Adolescente, elle participe aux Deaflympics comme nageuse et est confrontée aux problématiques environnementales : elle ne peut pas nager dans un ruisseau pollué près de chez elle.
Après avoir obtenu son diplôme d'études secondaires, elle s'inscrit à l'Université de Harvard, où elle étudie à la fois les sciences de l'environnement et les politiques publiques. À son entrée, il n'y avait pas d'interprètes en langue des signes, l'université en embauchera un au milieu de son premier semestre. Elle obtient en 1996 un Bachelor of Arts,.
Caroline Solomon obtient ensuite une maîtrise en océanographie biologique (en) à l'Université de Washington,, puis un doctorat en océanographie biologique de l'Université du Maryland en 2006.

## Carrière
Après sa maîtrise à école d'océanographie de l'Université de Washington, Caroline Solomon rejoint en 2000 la faculté de l'Université Gallaudet.
Elle est promue professeure titulaire en 2011. Ses recherches portent sur les effets écologiques qui se produisent lorsque les algues, les bactissent avec les sous-produits azotés de la production agricole et d’autres activités humaines. En étudiant les voies navigables, telles que la baie de Chesapeake et la rivière Anacostia, elle analyse l'occurrence des proliférations d'algues et des polluants pour déterminer les mesures de prévention à mettre en œuvre dans les efforts de conservation,.
Elle voit que l'apprentissage de ses élèves est parfois plus visuels qu'auditifs. Caroline Solomon montre souvent ses leçons de manière visuelle, par exemple en alignant des chaises pour représenter la peau, et en demandant à un élève de jouer un agent pathogène essayant de la traverser.
En collaboration avec le projet Anacostia Riverkeeper, le Water Ressources Research Institute (WRRI) de l'université du district de Columbia, le ministère de l'Énergie et de l'Environnement, le Maryland Sea Grant College Program et le programme National Science Foundation's Research Experiences for Undergraduates, elle mène des projets de recherche d'été pour aider les étudiants non seulement à apprendre à faire de la recherche, mais aussi à comprendre la nécessité de communiquer leurs résultats pour créer une politique de conservation,,.
En parallèle à ses activités de recherche et d'enseignement, Caroline Solomon organise des ateliers visant à accroître la participation des étudiants sourds et malentendants dans les différents domaines des STIM à l'échelle des États-Unis. En 2012, elle dirige un atelier pour la National Science Foundation afin de discuter des moyens de favoriser les opportunités de mentorat pour les scientifiques sourds tout au long de leur carrière professionnelle. De cet atelier, naît un programme visant à établir une base de données qui servira de réseau de référence, incluant des organisations qui soutiennent les scientifiques malentendants et les interprètes qui ont des connaissances en terminologie scientifique. En collaboration avec des collègues de l'Université de Washington, elle développe une base de données des signes techniques qui sont utilisés dans la langue des signes américaine pour la terminologie scientifique, dans le but de normaliser le lexique,.

## Prix et distinctions
Caroline Solomon reçoit en 2013 le Distinguished Faculty Award de l'Université Gallaudet et, en 2017, le prix Ramón Margalef pour l'excellence en éducation de l'Association pour les sciences de la limnologie et de l'océanographie pour ses innovations dans l'enseignement.
Caroline Solomon participe en natation au Deaflympics de 1989. Elle remporte 4 médailles d'or, 3 médailles d'argent et une médaille de bronze. Quatre ans plus tard, elle a remporté 9 médailles d'or et une de bronze. En 2020, elle est intronisée au Temple de la renommée des Deaflympics pour ses exploits en natation.

### Citations
1. 1 2 3 4  Sanchez 2015.
2. 1 2  Kowalski 2017.
3. ↑  DeBenedictis 2015.
4. 1 2 3 4 5 6  Goad 2016.
5. ↑  « School of Oceanography », sur School of Oceanography
6. ↑  pas clair
7. 1 2 3  Humlicek 2017.
8. 1 2 3  ASLO 2017.
9. ↑  Solomon 2012, p. 69.
10. ↑  (en) « Caroline Ann MILLER », sur www.deaflympics.com (consulté le 12 octobre 2024)
11. ↑  « Dr. Caroline Solomon inducted into the Deaflympics Hall of Fame »